# Nykøbing Falster
Nykøbing Falster era um município da Dinamarca, localizado na região sul, no então condado de Storstrom.
Desde 2007, faz parte do novo município de Guldborgsund (Guldborgsunds kommun), pertencente à atual Região da Zelândia.

## Geografia
O município tinha uma área de 134 km² e uma  população de 25 559 habitantes, segundo o censo de 2004.